# Valdir Benedito
Valdir Benedito (* 25. Oktober 1965 in Araraquara) ist ein ehemaliger brasilianischer Fußballspieler. Er begann seine Karriere bei der Associação Ferroviária de Esportes und spielte später für Athletico Paranaense, Atlético Mineiro, Cruzeiro Belo Horizonte und Internacional Porto Alegre in Brasilien und für Kashiwa Reysol in Japan. 1991 spielte für die brasilianische Nationalmannschaft bei der Copa América 1991.

## Erfolge
Athletico Paranaense
- Staatsmeisterschaft von Paraná: 1990, 2001

Atlético Mineiro
- Copa Conmebol: 1992
- Staatsmeisterschaft von Minas Gerais: 1995, 1999, 2000

Cruzeiro
- Staatsmeisterschaft von Minas Gerais: 1998
- Recopa Sudamericana: 1998